# Frosty Cox
Forrest Bernard Cox Sr., detto Frosty (22 gennaio 1908 – Boulder, 22 maggio 1962), è stato un allenatore di pallacanestro statunitense.

## Carriera
Ha guidato la Università del Colorado a Boulder dal 1935 al 1942 e dal 1944 al 1950, vincendo il National Invitation Tournament 1940. Dal 1955 sino alla sua morte, avvenuta nel 1962, ha allenato l'Università del Montana.

## Palmarès
- Campione NIT (1940)